# 羅伊和塞隆
羅伊（英語：Roy）和塞隆（英語：Silo）（1987年出生）是紐約中央公園動物園的一對同性雄性南極企鵝伴侶。1998年，牠們被動物園的工作人員發現進行交配儀式，但沒人看過牠們真的有性行為，次年更把石頭誤當成蛋試圖孵化。及後動物園飼養員給牠們一個另一對企鵝伴侶不能孵化的蛋，羅伊和塞隆成功將蛋孵化，並餵養了一隻健康的幼鳥，命名為探戈（英語：Tango）。
探戈與另一隻雌性企鵝發展同性關係。羅伊和塞隆分隔數年後，在2005年塞隆與一隻雌性企鵝成為伴侶。牠們的故事被創作成兒童讀物，並成為美國自由主義和基督教右派爭論不休的話題。允許同性企鵝伴侶領養蛋的做法已經在世界各地的動物園多次採用。

## 歷史
羅伊和塞隆於1998年在動物園見面並開始牠們的關係。雖然工作人員從來沒有看見牠們進行性行為，但他們觀察到一些企鵝的典型交配儀式，例如互相在脖子上纏繞和交配呼叫。在1999年，牠們被發現試圖孵化石頭，還試圖偷其他企鵝伴侶的蛋。當工作人員意識到羅伊和塞隆皆是雄性，他們將那石頭更換成石和石膏製成的假雞蛋以測試他們。由於它被“孵育”得很好，飼養員決定給他們一個來自另一對無法成功在同一時間孵化兩個蛋的企鵝伴侶的蛋。羅伊和塞隆孵化了34天，並用兩個半月養大，一隻健康的幼鳥，名為「探戈」。
羅伊和塞隆因被其他企鵝迫離巢穴而分隔數年後 ，在2005年塞隆找到另一個雌性伴侶，羅伊則加入一羣獨身雄性企鵝中。

## 影響
羅伊和塞隆並不是紐約第一對為人所知的同性雄性企鵝伴侶。2002年紐約水族館就有兩隻名為溫德爾（Wendell）和卡斯（Cass）的企鵝被發現有同樣情況，而羅伊和塞隆則在纽约时报於2004年5月報導牠們的故事後最先受到關注。該報導形容他們為“同性戀企鵝”。
羅伊和塞隆的故事成為兒童讀物的藍本。2005年，由彼得·帕内尔和贾斯汀·理查德森共同撰写的《三口之家》出版，講述羅伊和塞隆的真實故事。該書贏得多個獎項，但也成為有關審查，和關於同性婚姻、領養以及動物同性性行為的爭議焦點。《三口之家》是2006、2007、2008年被要求审查最多的图书及2009年被封禁最广的图书亦同時是暢銷書。